# Istočni oromo jezik
Istočni oromo jezik (harar, harer, ittu, “kwottu”, “qottu”, “qotu oromo”, “quottu”, “qwottu”; ISO 639-3: hae), afrazijski jezik istočnokušitske podskupine oromo, kojim govori 4 530 000 ljudi (1994 popis) u Etiopiji u zonama Mirab Hararghe i Bale.
Srodan je jeziku borana-arsi-guji oromo [gax].

## Vanjske poveznice
- Ethnologue (14th)
- Ethnologue (14th)